# Nam Giang, Thọ Xuân
Nam Giang là một xã thuộc huyện Thọ Xuân, tỉnh Thanh Hóa, Việt Nam.
Ngày 1.11.2016 xã Nam Giang đạt chuẩn nông thôn mới
Thu nhập 2016: 28,73triệu đồng/người/năm
theo nghị quyết HDND huyện Thọ Xuân 2019 phố Neo Nam Giang đạt chuẩn đô thị loại V hướng tới thành lập thị trấn Nam Giang
Xã Nam Giang gồm các thôn: Phúc Thượng, Phúc Hạ, Phú Gia, Cao Phong, Phúc Như, Kim Bảng, Phong lạc I, Phong Lạc 2, Phong Lạc 3, Phong Lạc 4, Phố Neo.